# Cattedrale di San Nicolò all'Arcivescovado
La chiesa di San Nicolò all'Arcivescovado è stata una chiesa di Messina, già edificata nell'XI secolo in epoca normanna. Durante la dominazione araba come cattedrale di San Nicolò all'Arcivescovado supplisce nel titolo e come sede della cattedra vescovile la basilica cattedrale protometropolitana di Santa Maria Assunta devastata dai Saraceni fino al 1197.
L'edificio è documentato ubicato all'interno del perimetro del primitivo Palazzo Vescovile.

## Storia

### Epoca bizantina
Il primitivo edificio era, secondo alcuni storiografi, preesistente alla conquista araba.

### Epoca islamica
La recrudescenza dei ripetuti assalti saraceni, le restrizioni culminate nelle limitazioni delle forme di culto cristiano, imposero alla stessa stregua della corte vescovile palermitana rifugiatasi a Monreale, il trasferimento della sede vescovile messinese che si insediò presso l'interna diocesi di Troina.

### Epoca tra l'XI e il XIV secolo
Restaurato dal Gran Conte Ruggero dopo l'istituzione della Contea di Sicilia.
Costruzione di mediocre grandezza con colonne di granito adiacente e congiunto al Palazzo Arcivescovile, con aspetto munito, merlatura sommitale, molti scudi d'armi delle famiglie gentilizie di provenienza degli antichi prelati. All'interno depositi ospitanti i resti di molti arcivescovi.
La nascita del Regno di Sicilia comporta il reinsediamento della curia diocesana presso questa sede elevata al rango di cattedrale, status che passerà alla restaurata chiesa di Santa Maria La Nova alla riconsacrazione del 1197.
Nel 1333, L'arcivescovo Guidotto de Abbiate patrocinò le opere in piombo per la copertura del tetto.
A gennaio 1371 , L'edificio fu colpito da un fulmine proprio nel luogo ove si issava lo stendardo del conte Ruggero. Tra le rovine, sarebbero state rinvenute vestigia di epoche anteriori: monete saracene, la spada di Jacopino Saccano, fervente sostenitore dell'ingresso degli Altavilla a Messina, una pergamena recante la supplica rivolta agli Altavilla, ovvero la richiesta scritta per la liberazione della città dal dominio islamico.
- 1506, Altri interventi consistenti nel restauro totale delle strutture furono promossi dall'arcivescovo Pietro Bellorado.[1]

### Dal Rinascimento al XVIII secolo
Sunto estratto dalla relazione circa la sacra regia visita di monsignor Giovanni Angelo de Ciocchis a Messina.
Tra il 1741 e il 1743 l'incaricato regio compie per conto del sovrano di Sicilia Carlo III una ricognizione generale di benefici e beni religiosi soggetti a patronato regio, all'interno dell'intero territorio siciliano e contemplati nella raccolta di atti e documenti denominati "Acta e Monumenta".
«L'antico e primario tempio costituito dalla cattedrale di San Nicolò all'Arcivescovado di Messina è dedicato a Dio col titolo di San Nicolò Vescovo di Mira, secondo l'uso introdotto nella Chiesa Greca. Il tempio ricopre la funzione di cattedrale durante e in seguito alle lunghe devastazioni dovute alla tirannide dei Saraceni. Giunto a Messina il piissimo Conte Ruggero il Normanno innalzò le insegne della religione cristiana intorno l'anno 1060 sulla torre del sacro tempio. Per opera del valoroso principe seguirà la riconquista di tutta la Sicilia. Ad opera compiuta fece ritorno in Messina e prese la special cura di ristabilire nel suo antico decoro la suddetta cattedrale di San Nicolò, tempio che è prima parrocchia della città sin dai tempi dei Principi Normanni al capitolo aggregata ed alla di lui totale disposizione commessa.»
Il prelato de Ciocchis tace sulla temporaneità delle funzioni di cattedrale, verosimilmente la basilica cattedrale protometropolitana di Santa Maria Assunta, temporaneamente trasformata in moschea durante la dominazione araba, dopo complesse ristrutturazioni e lunghi restauri sarà riconsegnata agli antichi fasti e al rango corrispondente al suo titolo oltre un secolo più tardi nel 1197.
Vi sono in detto sacro tempio tre altari secondo l'uso delle antiche cattedrali compresi nella tribuna:
- "Abside principale": altare maggiore sacramentale con la sola Croce senza titolo alcuno di Santo.
- "Cappella di San Nicolò Vescovo": altare destro dedicato a San Nicolò Vescovo raffigurato in un dipinto su tavola.
- "Cappella della Beatissima Vergine Maria": altare sinistro dedicato alla Beatissima Vergine Maria raffigurata in un dipinto su tavola.

Gli arcivescovi Pietro Bellorado nel 1509 e Antonio La Ligname furono promotori di cicli di restauri.
I canonici negli anni hanno speso la somma considerevole di onze per rifare il tetto della chiesa, edificio che conservano con continue spese, poiché il sito assai umido guasta ogni cosa mediocre e consuma non poco la sacra suppellettile, come si evince dalle trascrizioni degli atti dei maestri Staglieri e del notaio Giovanni Chiatto del 30 dicembre 1707.
- Richard Palmer (circa gennaio 1183 - 7 agosto 1195 deceduto) Primitivo monumento funerario d'epoca normanna. L'epigrafe oggi è collocata nella basilica cattedrale protometropolitana della Santa Vergine Maria Assunta.[1]

Dopo i danni provocati dal terremoto della Calabria meridionale del 1783 le funzioni di parrocchia furono espletate dalla chiesa della Santissima Annunziata dei Catalani.

## Antico Palazzo Arcivescovile
- 1514 - 1537, L'episcopio fu restaurato da monsignor Antonio La Lignamine.[1]

Il prospetto in pietra di Siracusa doveva mantenere l‟impostazione voluta da monsignor Andrea Mastrillo nel 1620, caratterizzato dall'ingresso principale in asse alla porta del teatro marittimo detta dell'Assunzione. Presentava un varco d'accesso sovrastato da un grande balcone a sua volta fiancheggiato da altri due con ringhiere in ferro e lunghe file di finestre alla romana in entrambe le ali laterali.
- 1743 - 1762, Altri lavori furono promossi dall'arcivescovo Tommaso Moncada che lo trasformò in una magnifica residenza, modificandolo all'interno.

Sede della
- Curia
- Tribunale ecclesiastico
- Seminario dei Chierici[1]
- Archivio.

## Palazzo Arcivescovile
- Palazzo Arcivescovile.[1]

## Confraternita del Santissimo Sacramento
Confraternita sotto il titolo del «Santissimo Sacramento», sodalizio costituito da nobili e cittadini dell'Ordine Senatorio.

## Chiesa di San Pietro dei Preti
Chiesa di San Pietro dei Preti del 1646.
- XVII secolo, Vergine con bambino raffigurata fra San Pietro e San Paolo apostoli, opera di Alonso Rodriguez.
- 1702, Anime del Purgatorio ed il Crocifisso spirante, dipinto, opera di Placido Celi.
- XVIII secolo, Sant'Eleuterio, dipinto, opera di Antonio Filocamo.

### Ospedale di San Pietro dei Preti
Abolito nel 1818.